# Upgraded
Upgraded is een Amerikaanse romantische filmkomedie uit 2024, geregisseerd door Carlson Young. De hoofdrollen worden vertolkt door Camila Mendes en Archie Renaux.

## Verhaal
Ana is een ambitieuze stagiaire die droomt van een carrière in de kunstwereld terwijl ze indruk probeert te maken op haar veeleisende baas, Claire. Ze woont in New York samen met haar zus Vivian, tegen de zin van Vivians vriend Ronnie, die haar het huis uit probeert te krijgen. Ze wordt door haar baas uitgenodigd voor een zakenreis naar Londen als derde assistente. Claire's assistenten, Suzette en Renee, doen er alles voor om Ana te saboteren en boeken de goedkoopste vliegtuigtickets en het goedkoopste hotel in Londen. Ana krijgt uiteindelijk een upgrade naar eersteklastickets naar Londen waar ze de rijke William ontmoet in het vliegtuig. Ana misleidt William door hem te laten geloven dat zij de directeur is van het kantoor van haar bedrijf in New York. Onder de indruk stelt hij Ana voor aan zijn moeder Catherine, een Britse beroemdheid, die toevallig een belangrijke collectie wil laten veilen via haar baas Claire. Terwijl ze meer en meer bevriend wordt met Catherine, worden William en Ana verliefd op elkaar.

## Rolverdeling
| Acteur                 | Personage    |
| ---------------------- | ------------ |
| Camila Mendes          | Ana Santos   |
| Archie Renaux          | William      |
| Marisa Tomei           | Claire       |
| Lena Olin              | Catherine    |
| Anthony Head           | Julian Marx  |
| Thomas Kretschmann     | Arnold Grant |
| Grégory Montel         | Gerard Abel  |
| Rachel Matthews        | Suzette      |
| Fola Evans-Akingbola   | Renee        |
| Aimee Carrero          | Vivian       |
| Andrew Schulz          | Ronnie       |
| Saoirse-Monica Jackson | Amy          |

## Productie
In augustus 2022 werd aangekondigd dat Camila Mendes en Archie Renaux de hoofdrollen zullen spelen in de nieuwe film Upgraded van "Gulfstream Pictures", geregisseerd door Carlson Young, die in productie was in het Verenigd Koninkrijk. De volgende maand werden Marisa Tomei en Lena Olin toegevoegd bij de cast.

## Release en ontvangst
Upgraded ging op 9 februari 2024 in première op de streamingdienst Amazon Prime Video. De film kreeg gemengde kritieken van de filmcritici, met een score van 78% op Rotten Tomatoes, gebaseerd op 49 beoordelingen.